# مسجد جامع تکاب
مسجد جامع تکاب مربوط به اواخر دوره قاجار است و در تکاب، خیابان امام خمینی (ره) واقع شده و این اثر در تاریخ ۱۰ دی ۱۳۸۱ با شمارهٔ ثبت ۶۶۸۴ به‌عنوان یکی از آثار ملی ایران به ثبت رسیده‌است.
سردر ورودی مسجد توسط دالانی با پوشش طاق گهواره‌ای به صحن مسجد متصل است. شبستان قدیمی مسجد جامع دارای ایوان ورودی با ستون‌های مدور آجری و سرستون‌های سنگی می‌باشد. پیشانی ایوان با آجر به شیوه خفته، راسته کار شده‌است. بخش تحتانی دیوارهای مسجد، با قلوه سنگ و ملات ماسه و آهک و خاک اجر شده و بخش فوقانی دیوارها با آجر و گنبد مرکزی با گوشواره‌های ظریف و رسم بندی منظمی با آجر چهارگوش و ملات گچ احداث گردیده‌است. در چهارگوش مسجد اتاقک‌های دوطبقه‌ای به منظور کاهش مصالح در جزرهای چهارگوشه احداث شده‌است و اضلاع جنوبی و غربی مسجد واحدهای تجاری به صورت کاکین به شعاع یکصدمتر با سردرهای طاقی و پوشش چوبی ساخته شده‌اند.

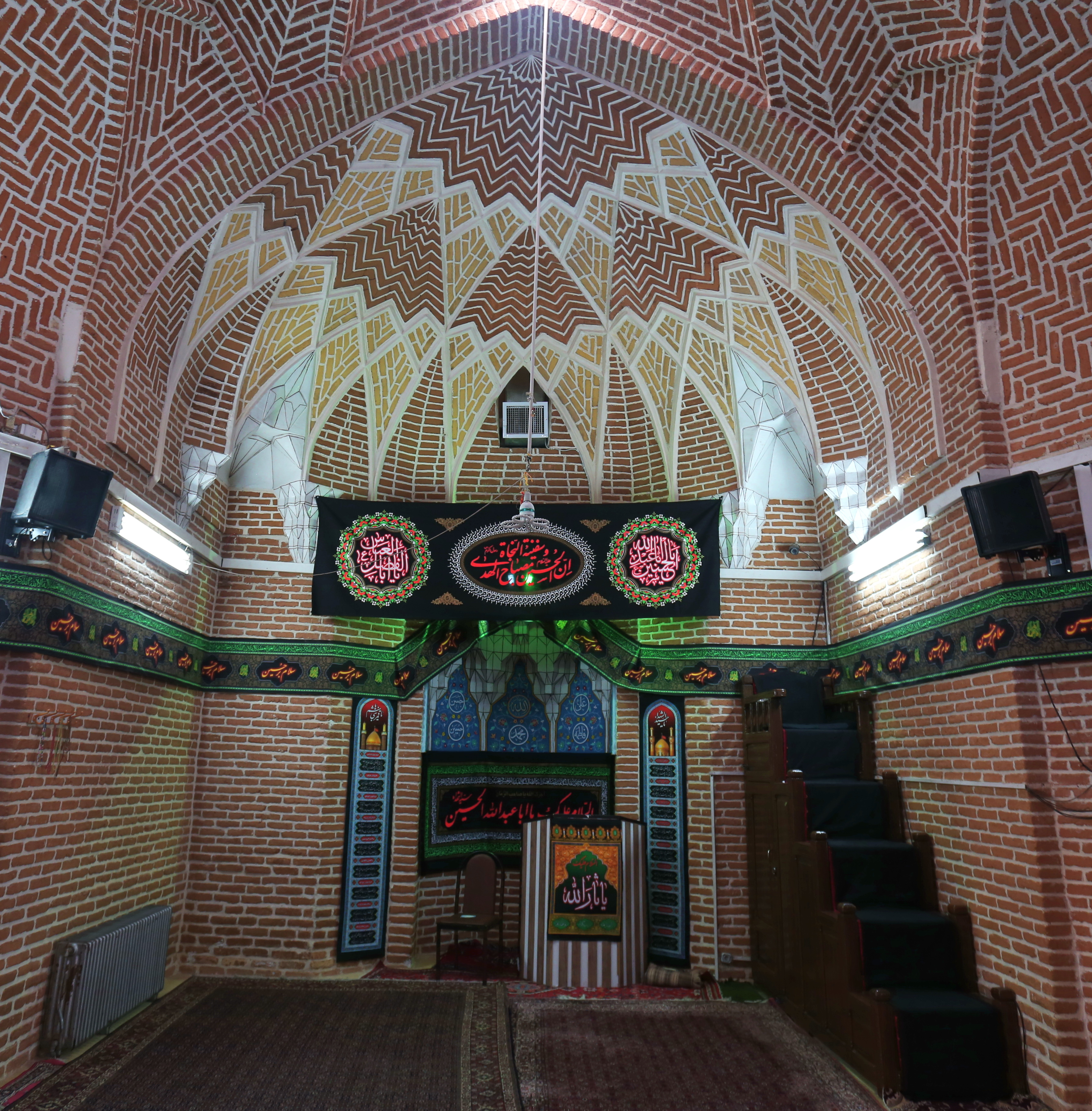